# Coganoa arcuata
Coganoa arcuata är en insektsart som beskrevs av Irena Dworakowska 1976. Coganoa arcuata ingår i släktet Coganoa och familjen dvärgstritar. Inga underarter finns listade i Catalogue of Life.